# Viña Machado
Virginia María Machado (Santa Marta, 17 de agosto de 1979) mais conhecida como Viña Machado é uma modelo e actriz de televisão colombiana. É reconhecida por interpretar muitas personagens em diferentes telenovelas e séries do seu país natal e por sua colaboração e aparecimento em vários vídeos da cantora mexicana Paulina Loiro.

## Filmografia
- Enfermeras (2019) - Gloria Mayorga Moreno
- A lei secreta (2018) -  Protagonista[3]
- El Comandante (2017) - Carmen Rondón
- La Cacica (2017) - Consuelo Araujo Noguera
- Sinú, rio de pasiones (2016) - Mery Ortega
- La esclava blanca (2016) - Eugenia
- Celia (2015 - 2016)
- Anónima (2015 - 2016) Sofia Linares
- Lady, la vendedora de rosas (2015) - Brigit
- La Playita (2014)
- Comando elite (2014)
- Correo de inocentes (2011)
- El cartel (2010)
- Tierra de cantores (2010)
- El fantasma del Gran Hotel (2009)
- Súper pá (2008)
- Dora, la celadora (2004)
- La Jaula - convidada (2004)

## Víedeos musicais
- A foto dos dois - Carlos Vives (2013)
- O último adeus - Paulina Loiro (2001)
- Eu não sou essa mulher - Paulina Loiro (2001)